# Zalacséb
Zalacséb is een plaats (község) en gemeente in het Hongaarse comitaat Zala. Zalacséb telt 566 inwoners (2001).